# Moles de Xert
Les Moles de Xert sont un ensemble montagneux de la Communauté valencienne. Il se trouve à l'intérieur de la province de Castellón, dans la comarque du Baix Maestrat.

## Particularités
Cet ensemble montagneux s'élève au-dessus du village de Xert. Ce sont des montagnes avec des formes très originales qui ressemblent à des châteaux surmontés de tours. On y distingue : la Mola Gran, la Mola Murada, la Moleta Redona, la Mola Llarga. Malgré cela, ces montagnes ont été maltraitées. La face de la Mola Gran se trouve dans un état écologiquement dégradé avec un glissement de terrain, très visible depuis Xert et causé par une ancienne carrière.
Dans la Mola Murada, on trouve des restes d'un ancien habitat ibérique. Sur le versant nord-est des Moles est situé le hameau abandonné de Fontanals.

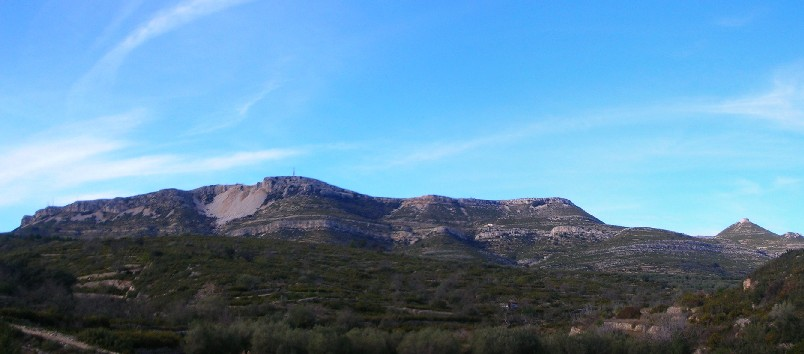
Zone dégradée avec un glissement de terrain sur la face de la Mola Gran.
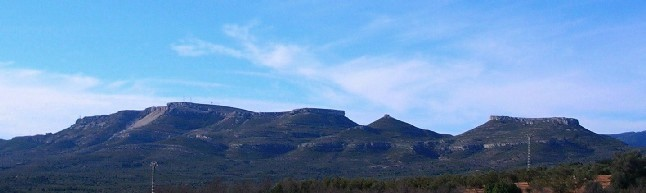
Une autre vue des Moles de Xert.
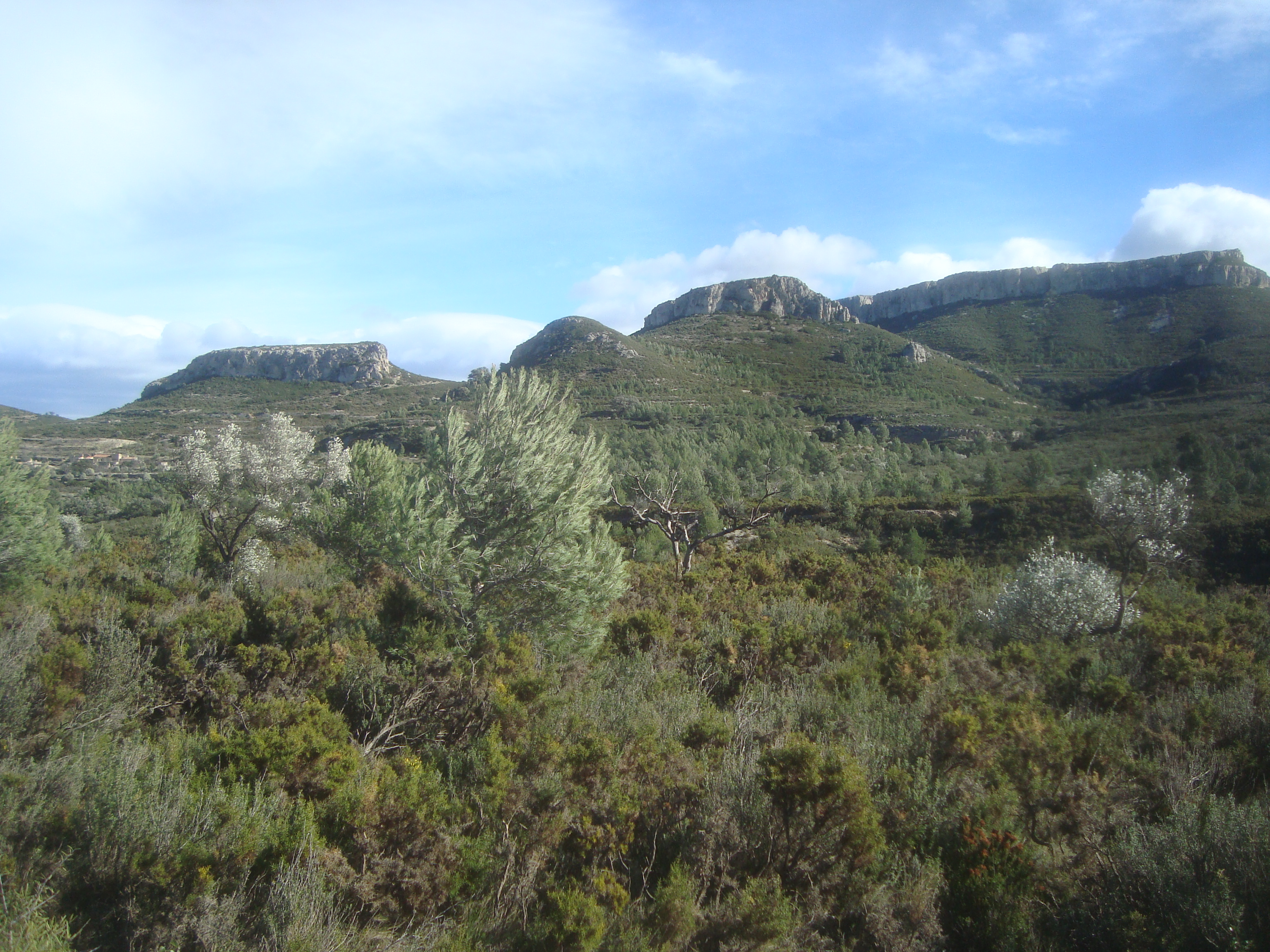
La Barcella, la Mola Llarga, lo Curolló, la Roca Mitxdia, Coll de la Creu.
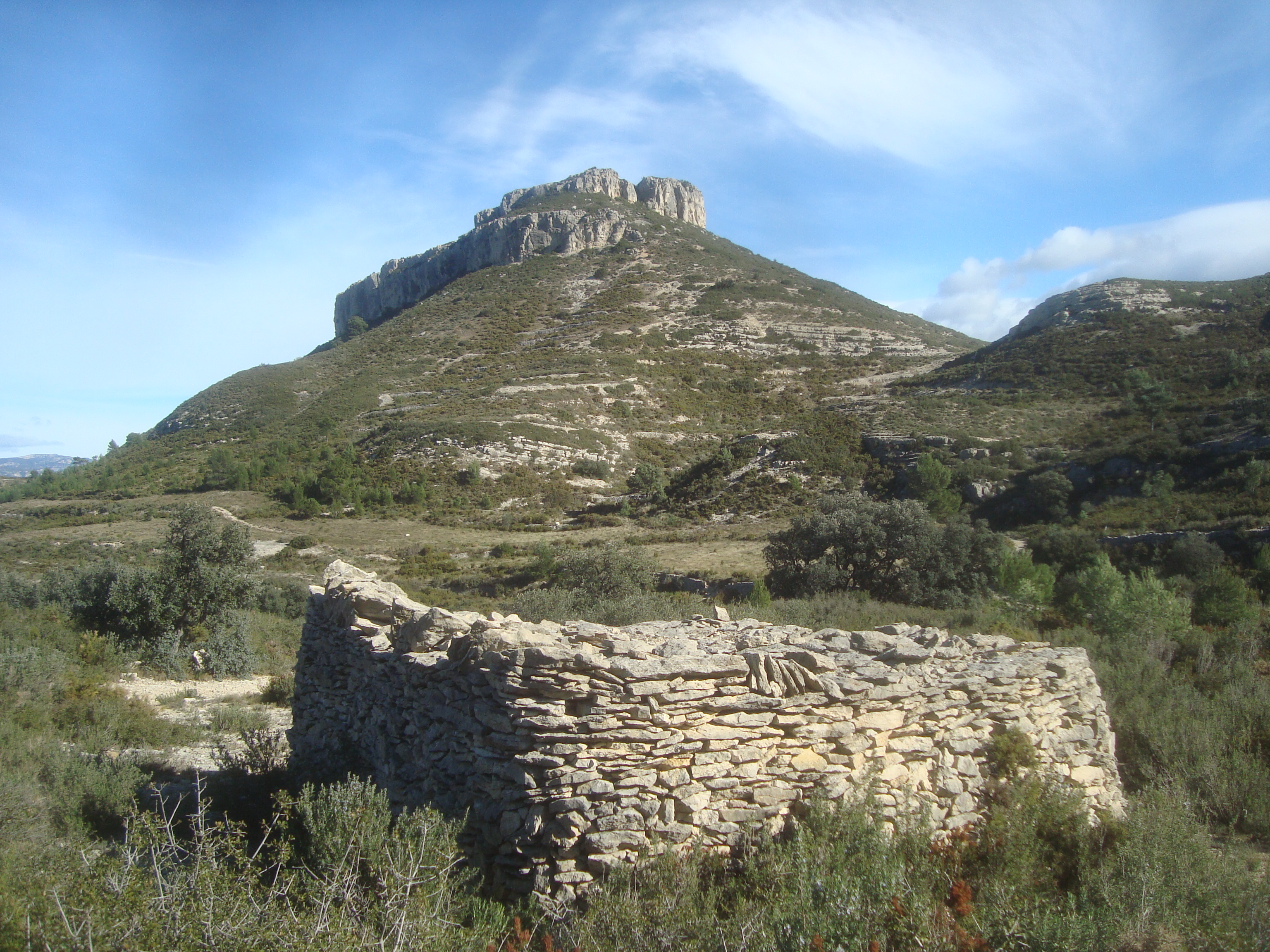
Mola Llarga.